# Грэм, Билли (боксёр)
Эта статья о боксере в полусреднем весе. Для победителя четырёх новозеландских титулов в полусреднем весе, см. Грэм, Билли (боксёр, Новая Зеландия)
Билли Грэм (9 сентября 1922 — 22 января 1992) — американский боксёр из Нью-Йорка, поставивший впечатляющий профессиональный рекорд (102 победы, 15 поражений). Несмотря на то, что Грэм был ведущим боксёром в своей весовой категории, он не достиг титула чемпиона мира. Тем не менее у Грэма была замечательная особенность — он никогда не был нокаутирован за свою долгую карьеру. Он был избран в Зал Мировой Боксерской Славы в 1987 году, а также в Международный Зал Бокса Славы.

## Молодость и начало карьеры
Грэм родился в восточной части Манхэттена 9 сентября 1922 года. Грэм победил Шугар Рэя Робинсона как любитель, когда они оба были подростками в Нью-Йорке. Он был непобедим в своих первых 58 поединков, пока не сразился с Тони Пеллоне, где он проиграл, согласно решению судейского большинства.

## Боксерская карьера
Грэм был известен как боксёр полусреднего веса со стильными и тонкими движениями, которые сделали его трудной мишенью на ринге. Он дрался с легендарным Кидом Гавиланом (обычно пишется Кид Гавилан) четыре раза. В первом бою, проходившем в Мэдисон Сквер Гарден, он победил Гавилана судейским большинством. Во втором бою он проиграл в Мэдисон Сквер Гарден, по медицинскому решению. Третий бой был за титул Национальной Боксерской Ассоциации в полусреднем весе и был снова проведен в Мэдисон-сквер-гарден; на этот раз Гавилан победил раздельным решением судей. Финальный бой был за титул чемпиона мира в полусреднем весе в Гаване, Куба, в Stadium Ball Park; Гавилан снова одержал победу единогласным решением судей.
В интервью The Observer в 2002 году Бадд Шульберг рассказал об участии мафии в боксе в 1950-х годах и о том, как Гавилан выиграл и проиграл чемпионат в полусреднем весе из-за вмешательства мафии.
«… Фрэнки Карбо, неофициальный комиссар мафии по боксу, контролировал много дилетантов…. Конечно, не каждый бой была подстроен, но время от времени Карбо и его помощники, как Блинки Палермо в Филадельфии, ставили цель. Когда бой Кида Гавилана-Джонни Сакстона был выигран Сакстоном по решению в Филадельфии в 1954 году, я освещал его для Sports Illustrated и написал статью в то время, в которой говорилось, что бокс — грязный бизнес, и его нужно очистить сейчас. Это был открытый секрет. Вся пресса знала, что результаты тех или иных поединков были подстроены. Гавилан тоже был борцом, контролируемым мафией, и когда он боролся с Билли Грэмом, было ясно, что Грэма лишили титула. Решение было бы куплено. Если бы оно было близко, судьи оттеняли бы его так, как им было сказано.»
Билли Грэм также трижды дрался с Кармен Базилио. Первый бой состоялся на стадионе Чикаго; Грэм победил единогласным решением судей. Базилио победил во втором бою за титул чемпиона штата Нью-Йорк в полусреднем весе на Мемориальном стадионе в Сиракузах единогласным решением. Третий и последний бой был признан ничьей; Базилио сохранил свой титул чемпиона Нью-Йорка в полусреднем весе.

## Жизнь после бокса
После боксёрской карьеры Грэм 35 лет работал в качестве представителя алкогольных компаний, 25 лет — в Seagram’s. Во время работы в National Distillers, Грэм появился в качестве гостя в качестве самозванца для полицейского 18 августа 1960 года в эпизоде CBS игрового шоу To Tell the Truth. Он одурачил группу, решив, что он офицер, набрав два из четырех возможных голосов Китти Карлайл и Джима Флеминга. После того, как все голоса были отданы, Том Постон признал истинную личность Грэма.
Грэм также работал боксёром и арбитром.
Грэм умер от рака в своём доме в Уэст-Айленде, Нью-Йорк, 22 января 1992 года.